# Villepreux
Villepreux település Franciaországban, Yvelines megyében. Lakosainak száma 11 568 fő (2022. január 1.). Villepreux Bois-d’Arcy, Chavenay, Les Clayes-sous-Bois, Fontenay-le-Fleury, Noisy-le-Roi, Rennemoulin és Saint-Nom-la-Bretèche községekkel határos.

## Népesség
A település népessége az elmúlt években az alábbi módon változott:
| Lakosok száma | 9975 | 10 000 | 11 120 | 10 947 | 10 975 | 11 003 | 11 044 | 11 150 | 11 568 |
|               | 2013 | 2015   | 2016   | 2017   | 2018   | 2019   | 2020   | 2021   | 2022   |